# Panneau d'indication d'un tunnel en France
Le  panneau d'indication d'une entrée de tunnel est, en France, un panneau de signalisation carré à fond bleu, bordé d’un listel blanc, portant en son centre  un pictogramme de couleur blanche représentant le fronton d'un tunnel routier. Il est codifié C111. 
Ce signal indique l'entrée d'un tunnel où il est interdit de faire demi-tour, de s'arrêter et de stationner en dehors des emplacements d'arrêt d'urgence prévus à cet effet en application de l'article R.417-10 du code de la route et où l'allumage des feux de croisement est obligatoire.
La fin d'un tunnel est indiquée par un panneau similaire portant une barre diagonale rouge, codifié C112. Ce panneau indique la fin des prescriptions édictées par le signal C111.

## Usage
La signalisation d'une entrée de tunnel de plus de 300 mètres est obligatoire. Elle doit être assurée au moyen de panneau C111 implanté en signalisation de position, à savoir à l'entrée du tunnel  Il est complété par un panonceau M2 indiquant la longueur de l’ouvrage. Pour les tunnels de plus de 3 000 mètres, la distance restant à parcourir dans le tunnel est indiquée tous les 1 000 m. Le panneau C111 peut être complété par un panonceau M10z comportant le nom de l’ouvrage. Toutefois ce panonceau ne doit pas être posé si un panneau E31 de localisation est mis en place.
La signalisation de la fin d'un tunnel est facultative. Lorsqu'elle est jugée utile, elle doit être assurée par le signal C112 placé en position.
La présignalisation des tunnels de catégorie B à E pour le transport des marchandises dangereuses est obligatoire. Elle doit être assurée au moyen d'un panneau C117 complété par un panonceau M4z indiquant la catégorie du tunnel. Le panneau C117 est implanté à environ 6 secondes de parcours du dernier point de choix précédant le tunnel. Il peut être répété en amont. Il est alors complété par un panonceau M4z et un panonceau de distance M1.

## Caractéristiques
Il existe sept gammes de dimensions pour les panneaux d'indication C111 et C112 de forme carrée, contrairement aux autres familles de panneaux triangulaires, ronds ou le STOP qui en comprennent cinq. Les deux dimensions complémentaires sont les dimensions dites « supérieure » (1 200 mm de côté nominal) et « exceptionnelle » (1 500 mm de côté nominal).

## Implantation

### Distance latérale
Sauf contrainte de site, la distance entre l'aplomb de l'extrémité du panneau situé du côté de la chaussée et la rive voisine de cette extrémité ne doit pas être inférieure à 0,70 m.
En rase campagne, les panneaux sont placés en dehors de la zone située en bord de chaussée et traitée de telle façon que les usagers puissent y engager une manœuvre de redirection ou de freinage dite « zone de récupération », ou leur support au minimum à 2 m du bord voisin de la chaussée, à moins que des circonstances particulières s'y opposent (accotements étroits, présence d'une plantation, d'une piste cyclable, d'une voie ferrée, etc.).

### Hauteur au-dessus du sol
En rase campagne, la hauteur règlementaire est fixée en principe à 1 m (si plusieurs panneaux sont placés sur le même support), cette hauteur est celle du panneau inférieur, hauteur assurant généralement la meilleure visibilité des panneaux frappés par les feux des véhicules. Elle peut être modifiée compte tenu des circonstances locales soit pour assurer une meilleure visibilité des panneaux, soit pour éviter qu'ils masquent la circulation.
En agglomération, lorsqu’il y a un éclairage public, les panneaux peuvent être placés à une hauteur allant jusqu'à 2,30 m pour tenir compte notamment des véhicules qui peuvent les masquer, ainsi que de la nécessité de ne gêner qu'au minimum la circulation des piétons.

### Position de la face
Le plan de face avant d'un panneau implanté sur accotement ou trottoir doit être légèrement incliné de 3 à 5° vers l'extérieur de la route afin d'éviter le phénomène de réflexion spéculaire qui peut, de nuit, rendre le panneau illisible pendant quelques secondes.

## Visibilité de nuit
Les panneaux et panonceaux de signalisation doivent être visibles et garder le même aspect de nuit comme de jour. Les signaux de danger sont tous rétroréfléchissants ou éventuellement dans certaines conditions définies ci-dessous, éclairés.
Les revêtements rétroréfléchissants doivent avoir fait l'objet, soit d'une homologation, soit d'une autorisation d'emploi à titre expérimental. La rétroréflectorisation porte sur toute la surface des panneaux et panonceaux à l'exception des parties noires ou grises.

### Ouvrages utilisés
- Marina Duhamel-Herz, Un demi-siècle de signalisation routière : naissance et évolution du panneau de signalisation routière en France, 1894-1946, Paris, Presses École Nationale Ponts Chaussees, décembre 1994, 151 p. (ISBN 978-2-85978-220-7 et 2-85978-220-6)
- Marina Duhamel-Herz, Jacques Nouvier, La signalisation routière en France : de 1946 à nos jours, Paris, AMC Editions, novembre 1998, 302 p. (ISBN 978-2-913220-01-0 et 2-913220-01-0)